# Eden Valley 216
Eden Valley 216 är ett reservat i Kanada.   Det ligger i provinsen Alberta, i den södra delen av landet, 2 900 km väster om huvudstaden Ottawa.
Trakten runt Eden Valley 216 består till största delen av jordbruksmark. Runt Eden Valley 216 är det mycket glesbefolkat, med 4 invånare per kvadratkilometer.